# Ranong Province Stadium
Das Ranong Province Stadium (Thai สนามกีฬาจังหวัดจังหวัดระนอง) ist ein Mehrzweckstadion in Ranong in der Provinz Ranong, Thailand. Es wird derzeit hauptsächlich für Fußballspiele genutzt und ist das Heimstadion vom thailändischen Zweitligisten Ranong United Football Club. Das Stadion hat eine Kapazität von 1000 Personen. Eigentümer und Betreiber des Stadions ist die Ranong Provincial Administrative Organization.

## Nutzer des Stadions
| Verein           | Zeitraum der Nutzung |
| ---------------- | -------------------- |
| Ranong United FC | 2007 bis heute       |